# L'amica di Lord Emsworth
L'amica di Lord Emsworth (Lord Emsworth and the Girl Friend) è un racconto dello scrittore inglese P. G. Wodehouse, pubblicato per la prima volta nel 1928 su periodici statunitensi e britannici e in volume nel 1935 nella raccolta di racconti Blandings Castle (Il castello di Blandings).

## Storia editoriale
Il racconto Lord Emsworth and the Girl Friend è stato pubblicato per la prima volta negli Stati Uniti d'America (USA) nel numero del 6 ottobre 1928 del settimanale Liberty con le illustrazioni di James Montgomery Flagg e successivamente nel Regno Unito (UK), nel numero di novembre 1928 del mensile The Strand Magazine, con le illustrazioni di Reginald Cleaver. Fu poi raccolto nel volume dal titolo Blandings Castle pubblicato negli USA nel 1935, contenente sei racconti appartenenti alla Saga del Castello dei Blandings.
La raccolta Blandings Castle, contenente il racconto "L'amica di Lord Emsworth", è stata tradotta due volte in lingua italiana col titolo Il castello di Blandings e pubblicata in volume più volte ad opera di quattro editori: negli anni trenta nella traduzione di Giulia Brugiotti e dagli anni ottanta nella traduzione di Luigi Brioschi.
I sei racconti di Blandings Castle, con l'aggiunta di altri sei non appartenenti alla Saga dei Blandings, furono infine inseriti nella raccolta intitolata Blandings Castle and elsewhere pubblicata nel Regno Unito nel 1936.

## Trama
Nonostante la bella giornata di sole, Lord Emsworth è infelice: è primo lunedì di agosto e a Blandings si celebra l'annuale "Festa scolastica di Blandings Parva". Il parco viene invaso da giostre e altri divertimenti per scolari chiassosi, e quest'anno il loro numero è aumentato per l'arrivo di un certo numero di bambini in colonia estiva da Londra. Lord Emsworth è costretto dalla sorella Connie a indossare, nonostante il caldo e le sue proteste, il colletto duro e soprattutto il cappello a cilindro che «eccita i bambini». Inoltre, il capo giardiniere Angus McAllister sta insistendo perché sul viale dei tassi del castello si costruisca un sentiero in ghiaia, in sostituzione di quello di muschio. Lord Emsworth detesta il progetto, ma sua sorella è favorevole.
Visitando il villaggio di Blandings Parva, per giudicare i fiori esposti nei giardini, Lord Emsworth è spaventato da un grosso cane, ma viene salvato da una ragazzina londinese di nome Gladys. La gratitudine per Gladys diventa ammirazione quando lei gli dice che, essendo stata sorpresa da McAllister a raccogliere fiori, aveva colpito il giardiniere a uno stinco con una pietra per impedirgli di inseguirla.
Alla festa Lord Emsworth è a disagio, come sempre quando deve indossare i suoi scomodi abiti eleganti, e timoroso per il discorso che dovrà fare agli scolari. D'improvviso, mentre si trova nella tenda del tè, il suo cappello a cilindro viene colpito da una noce di cocco. Lord Emsworth fugge e si rifugia in una stalla dove trova Gladys in lacrime: è stata rinchiusa lì da Lady Constance per aver preso nella tenda del tè dei dolciumi che voleva portare al proprio fratello Ern, escluso dalla festa da Connie perché Ern, fingendo di essere un cane, le aveva morso una gamba. Lord Emsworth è ammirato: «Non aveva immaginato che in epoca così degenerata potesse esservi una famiglia come questa. La sorella tirava sassi negli stinchi a McAllister, il fratello mordeva una gamba a Constance... Era come ascoltare qualche grande, antica saga di eroi e semidei». Il conte conduce Gladys al castello chiede a Beach di portare dolci anche per Ern. Gladys chiede timidamente in dono dei fiori; Sebbene non avesse chiesto il permesso al suo giardiniere, Lord Emsworth inizia a raccoglierli dalle sue aiuole, quando un infuriato McAllister si precipita su di loro. Ma «Glady, in cerca di protezione, gli aveva infilato la manina calda nella sua. Era un tacito voto di fiducia, e Lord Emsworth volle mostrarsene all'altezza»: rivendica a McAllister i suoi diritti feudali. Poi, rivolgendosi a Connie giunta nel frattempo per sollecitarlo a rassettarsi e tornare alla festa per pronunciare il discorso, rifiuta, dicendo che indosserà invece dei vestiti comodi e che se ne andrà con Gladys al villaggio a fare una chiacchierata con Ern.

## Personaggi
(in ordine di apparizione)
Clarence, Nono Conte di Emsworthproprietario del castello di Blandings; ama i fiori ed è quasi sempre in giro per il giardino della sua casa; conservatore, ama indossare abiti comodi, desidera che il viale dei tassi del castello sia ricoperto di muschio
Lady Constance Keeble (Connie)sorella di Lord Emsworth, vedova del defunto Joseph Keeble, castellana di Blandings, autoritaria, organizzatrice di occasioni mondane quali l'annuale festa all'aperto del primo lunedì di agosto a Blandings dove controlla che siano rispettate alcune essenziali formalità, in particolare che il fratello porti il cappello a cilindro e il colletto duro
Angus McAllistercapo giardiniere scozzese di Lord Emsworth da nove anni, duro, cocciuto, tenace, porta le basette rosse; desidera la costruzione di un sentiero in ghiaia attraverso il viale dei tassi del castello
Gladysragazza londinese (di Drury Lane) di 12 o 13 anni, amica di Lord Emsworth e ammirata dal conte per aver calmato un cane e aver tirato un sasso nello stinco a Angus McAllister, «cosa che lui non aveva avuto il coraggio di fare in nove anni»
Ernfratellino di Gladys, un tipo dall'aria dura, con le lentiggini, ammirato dal conte per aver morso una gamba a Lady Constance
Sebastian Beachmaggiordomo a Blandings

## Edizioni
- (EN) Lord Emsworth and the Girl Friend, in Blandings Castle, 1ª ed., New York, Doubleday, Doran & Co, 1935.
- (EN) Lord Emsworth and the Girl Friend, in Blandings Castle and Elsewhere, 1ª ed., London, Herbert Jenkins, 1936.
- (EN) Lord Emsworth and the Girl Friend, in Blandings Castle and Elsewhere, London, Penguin books, 1975,  pp. 120-142, ISBN 014000985X.
- L'amica di Lord Emsworth, in Il castello di Blandings: romanzo umoristico inglese, traduzione di Giulia Brugiotti, Milano, Bietti, 1936.
- L'amica di Lord Emsworth, in Il castello di Blandings, collana Coll. BUR ; 481, traduzione di Luigi Brioschi, Milano, Biblioteca universale Rizzoli, 1984,  pp. 133-155, ISBN 88-17-12481-8.
- L'amica di Lord Emsworth, in Il castello di Blandings, collana Coll. Narratori della fenice, traduzione di Luigi Brioschi, Parma, U. Guanda, 1992, ISBN 88-7746-601-4.
- L'amica di Lord Emsworth, in Il castello di Blandings, collana Coll. TEAdue ; 315, traduzione di Luigi Brioschi, Milano, TEA, 1995, ISBN 88-7819-876-5.